# Liga Campionilor EHF Feminin 2017-2018 - fazele eliminatorii
Acest articol descrie fazele eliminatorii ale Ligii Campionilor EHF Feminin 2016-2017.

## Echipele calificate
Echipele clasate pe primele patru locuri din fiecare grupă principală au avansat în fazele eliminatorii.
| Grupa | Locul 1           | Locul 2       | Locul 3                 | Locul 4        |
| ----- | ----------------- | ------------- | ----------------------- | -------------- |
| 1     | Győri Audi ETO KC | Rostov-Don    | CSM București           | FC Midtjylland |
| 2     | ŽRK Vardar        | Metz Handball | FTC-Rail Cargo Hungaria | ŽRK Budućnost  |

## Format
În sferturile de finală, echipele clasate pe primul loc în fiecare grupă principală au jucat împotriva echipelor de pe locul patru din cealaltă grupă principală, iar echipele clasate pe al doilea loc au jucat împotriva celor clasate pe locul al treilea. Câștigătoarele sferturilor de finală au avansat în Final four, iar o tragere la sorți a stabilit felul cum vor fi distribuite echipele în semifinale.

## Sferturile de finală
Meciurile au fost inițial programate pe 6–8 aprilie (turul) și 13–15 aprilie 2018 (returul). Cele patru echipe câștigătoare au avansat în Final Four.

### Partidele
| Echipa 1                | Scor gen. | Echipa 2          | Tur   | Retur |
| ----------------------- | --------- | ----------------- | ----- | ----- |
| ŽRK Budućnost           | 48 – 56   | Győri Audi ETO KC | 20–26 | 28–30 |
| FTC-Rail Cargo Hungaria | 51 – 63   | Rostov-Don        | 29–31 | 22–32 |
| CSM București           | 54 – 48   | Metz Handball     | 34–21 | 20–27 |
| FC Midtjylland          | 48 – 56   | ŽRK Vardar        | 23–24 | 25–32 |

### Tur
| 6 aprilie 2018 19:00 | FC Midtjylland       | 23 - 24 | ŽRK Vardar | Ikast-Brande Arena, Ikast Asistență: 2.509 Arbitri: Mata, López |
| 6 aprilie 2018 19:00 | Friis, Kristiansen 6 | (16-13) | Cvijić 8   | Ikast-Brande Arena, Ikast Asistență: 2.509 Arbitri: Mata, López |
| 6 aprilie 2018 19:00 | 2×                   | Cronica | 2× 1×      | Ikast-Brande Arena, Ikast Asistență: 2.509 Arbitri: Mata, López |

| 6 aprilie 2018 20:30 | CSM București | 34 - 21 | Metz Handball | Sala Polivalentă, București Asistență: 4.874 Arbitri: Marić, Mašić |
| 6 aprilie 2018 20:30 | Neagu 10      | (19-13) | Gros 9        | Sala Polivalentă, București Asistență: 4.874 Arbitri: Marić, Mašić |
| 6 aprilie 2018 20:30 | 2× 3×         | Cronica | 2× 4×         | Sala Polivalentă, București Asistență: 4.874 Arbitri: Marić, Mašić |

| 7 aprilie 2018 17:00 | FTC-Rail Cargo Hungaria                 | 29 - 31 | Rostov-Don  | OBO Aréna, Dabas Asistență: 2.489 Arbitri: Baumgart, Wild |
| 7 aprilie 2018 17:00 | Schatzl, Szucsánszki, van der Heijden 4 | (15-16) | Viahireva 8 | OBO Aréna, Dabas Asistență: 2.489 Arbitri: Baumgart, Wild |
| 7 aprilie 2018 17:00 | 4×                                      | Cronica | 5× 4× 1×    | OBO Aréna, Dabas Asistență: 2.489 Arbitri: Baumgart, Wild |

| 7 aprilie 2018 19:00 | ŽRK Budućnost | 20 - 26 | Győri Audi ETO KC         | Centrul Sportiv Morača, Podgorica Asistență: 2.500 Arbitri: Leszczyński, Piechota |
| 7 aprilie 2018 19:00 | Raičević 9    | (9-12)  | Amorim Taleska, Görbicz 8 | Centrul Sportiv Morača, Podgorica Asistență: 2.500 Arbitri: Leszczyński, Piechota |
| 7 aprilie 2018 19:00 | 3×            | Cronica | 4× 2×                     | Centrul Sportiv Morača, Podgorica Asistență: 2.500 Arbitri: Leszczyński, Piechota |

### Retur
| 14 aprilie 2018 16:00 | Rostov-Don  | 32 - 22 | FTC-Rail Cargo Hungaria | Palatul Sporturilor, Rostov-pe-Don Asistență: 3.500 Arbitri: Mošorinski, Pandžić |
| 14 aprilie 2018 16:00 | Viahireva 7 | (20-12) | Jovanović 5             | Palatul Sporturilor, Rostov-pe-Don Asistență: 3.500 Arbitri: Mošorinski, Pandžić |
| 14 aprilie 2018 16:00 | 5× 3× 1×    | Cronica | 2× 3×                   | Palatul Sporturilor, Rostov-pe-Don Asistență: 3.500 Arbitri: Mošorinski, Pandžić |

| 14 aprilie 2018 17:00 | ŽRK Vardar | 32 - 25 | FC Midtjylland | Centrul Sportiv „Jane Sandanski”, Skopje Asistență: 4.300 Arbitri: Caçador, Nicolau |
| 14 aprilie 2018 17:00 | Lekić 7    | (17-12) | Kristiansen 9  | Centrul Sportiv „Jane Sandanski”, Skopje Asistență: 4.300 Arbitri: Caçador, Nicolau |
| 14 aprilie 2018 17:00 | 2×         | Cronica | 2×             | Centrul Sportiv „Jane Sandanski”, Skopje Asistență: 4.300 Arbitri: Caçador, Nicolau |

| 14 aprilie 2018 19:00 | Győri Audi ETO KC | 30 - 28 | ŽRK Budućnost | Audi Aréna, Győr Asistență: 5.237 Arbitri: Christiansen, Hansen |
| 14 aprilie 2018 19:00 | Görbicz 11        | (15-15) | Raicević 9    | Audi Aréna, Győr Asistență: 5.237 Arbitri: Christiansen, Hansen |
| 14 aprilie 2018 19:00 | 4× 3×             | Cronica | 4× 2×         | Audi Aréna, Győr Asistență: 5.237 Arbitri: Christiansen, Hansen |

| 15 aprilie 2018 17:00 | Metz Handball | 27 - 20 | CSM București | Palais omnisports Les Arènes, Metz Asistență: 4.835 Arbitri: Kurtagić, Wetterwik |
| 15 aprilie 2018 17:00 | Houette 7     | (14-9)  | Neagu 8       | Palais omnisports Les Arènes, Metz Asistență: 4.835 Arbitri: Kurtagić, Wetterwik |
| 15 aprilie 2018 17:00 | 1× 3×         | Cronica | 3×            | Palais omnisports Les Arènes, Metz Asistență: 4.835 Arbitri: Kurtagić, Wetterwik |

## Final four

### Echipe calificate
Cele patru echipe calificate sunt:
- CSM București
- Győri Audi ETO KC
- Rostov-Don
- ŽRK Vardar

### Final four
Formatul final cu patru echipe (Final four) a fost găzduit de Sala Sporturilor László Papp din Budapesta, Ungaria, pe 12 și 13 mai 2018. Biletele au fost puse în vânzare pe data de 7 octombrie. Pe 25 octombrie, Federația Europeană de Handbal a anunțat că interesul fanilor pentru biletele promoționale „a depășit toate așteptările”, până la acea dată vânzându-se peste 2.000 de bucăți. Pe 23 februarie 2018 s-a făcut public faptul că trupa britanică Clean Bandit va susține un recital pe 13 mai, în sala László Papp, înaintea finalei competiției. Pe 30 martie 2018, Federația Europeană de Handbal a anunțat că, datorită cererii mari, organizatorii Final four au pus în vânzare bilete și pentru sectoarele din tribune rezervate anterior altor categorii, inclusiv pentru marea tribună mobilă. În urma acestei acțiuni, singurele sectoare în care nu s-au vândut locuri au fost cele rezervate celor patru echipe participante. Pe 17 martie a fost lansată o gamă oficială de produse și echipament sportiv inscripționate cu emblema competiției. Ultimul set de bilete disponibile a fost pus în vânzare pe 18 aprilie 2018. Pe 2 mai 2018, Federația Europeană de Handbal a anunțat că trupa Clean Bandit și-a anulat participarea, fără să ofere alte amănunte. Pe 9 mai s-a anunțat că ei vor fi înlocuiți cu John Newman.
Tragerea la sorți pentru distribuția în cele două semifinale a avut loc la Budapesta, pe 17 aprilie 2018, și a fost transmisă în direct pe canalul ehfTV, pe canalul YouTube al ehfTV și pe pagina de Facebook a Ligii Campionilor EHF. Extragerea a fost efectuată de handbalistele Nora Mørk de la Győr, Andrea Penezić de la Vardar, Amanda Kurtović de la CSM București și Vladlena Bobrovnikova de la Rostov, împreună cu președintele EHF Michael Wiederer. În urma extragerii a rezultat următoarea distribuție:
|  | Semifinalele Sala László Papp, Budapesta | Semifinalele Sala László Papp, Budapesta |    |                         | Finala Sala László Papp, Budapesta      | Finala Sala László Papp, Budapesta |  |
|  |                                          |                                          |    |                         |                                         |                                    |  |
|  | 12 mai 2018 (16:15 EET)                  |                                          |    |                         |                                         |                                    |  |
|  | CSM București                            | 20                                       |    |                         |                                         |                                    |  |
|  | Győri ETO KC                             | 26                                       |    |                         |                                         |                                    |  |
|  |                                          |                                          |    |                         |                                         |                                    |  |
|  |                                          |                                          |    |                         | 13 mai 2018 (19:00 EET)                 |                                    |  |
|  |                                          |                                          |    |                         | Győri ETO KC (Pr.)                      | 27                                 |  |
|  |                                          | ŽRK Vardar                               | 26 |                         |                                         |                                    |  |
|  |                                          |                                          |    |                         |                                         |                                    |  |
|  |                                          |                                          |    |                         |                                         |                                    |  |
|  |                                          |                                          |    |                         | Finala mică Sala László Papp, Budapesta |                                    |  |
|  | 12 mai 2018 (19:00 EET)                  | 12 mai 2018 (19:00 EET)                  |    | 13 mai 2018 (16:15 EET) | 13 mai 2018 (16:15 EET)                 |                                    |  |
|  | Rostov-Don                               | 19                                       |    | CSM București           | 31                                      |                                    |  |
|  | ŽRK Vardar                               | 25                                       |    |                         | Rostov-Don                              | 30                                 |  |

### Semifinalele
| 12 mai 2018 16:15 | CSM București | 20 - 26 | Győri Audi ETO KC | Sala László Papp, Budapesta Asistență: 12.000 Arbitri: Jurinović, Mrvica |
| 12 mai 2018 16:15 | Neagu 6       | (10-12) | Groot 7           | Sala László Papp, Budapesta Asistență: 12.000 Arbitri: Jurinović, Mrvica |
| 12 mai 2018 16:15 | 2×            | Cronica | 3× 4×             | Sala László Papp, Budapesta Asistență: 12.000 Arbitri: Jurinović, Mrvica |

| 12 mai 2018 19:00 | Rostov-Don | 19 - 25 | ŽRK Vardar       | Sala László Papp, Budapesta Asistență: 12.000 Arbitri: Florescu, Stoia |
| 12 mai 2018 19:00 | Ilina 5    | (7-10)  | Lekić, Penezić 7 | Sala László Papp, Budapesta Asistență: 12.000 Arbitri: Florescu, Stoia |
| 12 mai 2018 19:00 | 1× 4×      | Cronica | 4× 3×            | Sala László Papp, Budapesta Asistență: 12.000 Arbitri: Florescu, Stoia |

### Finala mică
| 13 mai 2018 16:15 | CSM București | 31 - 30 | Rostov-Don            | Sala László Papp, Budapesta Asistență: 12.000 Arbitri: Mitrović, Kažanegra |
| 13 mai 2018 16:15 | Jørgensen 7   | (19-14) | Borșcenko, Sudakova 5 | Sala László Papp, Budapesta Asistență: 12.000 Arbitri: Mitrović, Kažanegra |
| 13 mai 2018 16:15 | 4× 3×         | Cronica | 2×                    | Sala László Papp, Budapesta Asistență: 12.000 Arbitri: Mitrović, Kažanegra |

### Finala
| 13 mai 2018 19:00 | Győri Audi ETO KC         | 27 - 26 (Prel.) | ŽRK Vardar | Sala László Papp, Budapesta Asistență: 12.000 Arbitri: Bonaventura, Bonaventura |
| 13 mai 2018 19:00 | Groot 8                   | (9-9)           | Lekić 6    | Sala László Papp, Budapesta Asistență: 12.000 Arbitri: Bonaventura, Bonaventura |
| 13 mai 2018 19:00 | 6× 2×                     | Cronica         | 4× 2×      | Sala László Papp, Budapesta Asistență: 12.000 Arbitri: Bonaventura, Bonaventura |
| 13 mai 2018 19:00 | FT: 20–20 Prel.: 4-3, 3-3 |                 |            | Sala László Papp, Budapesta Asistență: 12.000 Arbitri: Bonaventura, Bonaventura |